# Emil Straube
Emil Josef Straube é um matemático suíço/estadunidense.

## Formação e carreira
Obteve o diploma em matemática no Instituto Federal de Tecnologia de Zurique em 1977 e em 1983 um doutorado em matemática. No ano acadêmico de 1983–1984 foi pesquisador visitante na Universidade da Carolina do Norte em Chapel Hill. Foi professor assistente visitante de 1984 a 1986 na Indiana University Bloomington e de 1986 a 1987 na Universidade de Pittsburgh. De 1996 até a atualidade é full professor na Universidade do Texas A&M.
Em 1995 recebeu com Harold P. Boas o Prêmio Stefan Bergman da American Mathematical Society. Foi palestrante convidado do Congresso Internacional de Matemáticos em Madrid (2006). Em 2012 foi eleito fellow da American Mathematical Society.

## Publicações selecionadas

### Artigos
- «Harmonic and analytic functions admitting a distribution boundary value». Annali della Scuola Normale Superiore di Pisa-Classe di Scienze. 11 (4): 559–591
- com H. P. Boas: «Integral inequalities of Hardy and Poincaré type». Proc. Amer. Math. Soc. 103 (1): 172–176. 1988. doi:10.1090/S0002-9939-1988-0938664-0
- com H. P. Boas: «Sobolev estimates for the {\displaystyle {\overline {\partial }}}-Neumann operator on domains in {\displaystyle \mathbb {C} }n admitting a defining function that is plurisubharmonic on the boundary». Mathematische Zeitschrift. 206 (1): 81–88. doi:10.1007/BF02571327
- com H. P. Boas: «Sobolev estimates for the complex Green operator on a class of weakly pseudoconvex boundaries». Communications in Partial Differential Equations. 16 (10): 1573–1582. 1991. doi:10.1080/03605309108820813
- «Good Stein neighborhood bases and regularity of the {\displaystyle {\overline {\partial }}}-Neumann problem». Illinois Journal of Mathematics. 45 (3): 865–871. 2001. doi:10.1215/ijm/1258138156
- com Siqi Fu: «Semi-classical analysis of Schrödinger operators and compactness in the {\displaystyle {\overline {\partial }}}-Neumann problem». Journal of Mathematical Analysis and Applications. 271 (1): 267–282. 2002. arXiv:math/0201149. doi:10.1016/S0022-247X(02)00086-0
- com Marcel K. Sucheston: «Levi foliations in pseudoconvex boundaries and vector fields that commute approximately with {\displaystyle {\overline {\partial }}} ». Trans. Amer. Math. Soc. 355: 143–154. 2003. doi:10.1090/S0002-9947-02-03133-1
- «A sufficient condition for global regularity of the {\displaystyle {\overline {\partial }}}-Neumann operator». Advances in Mathematics. 217 (3): 1072–1095. 2008. doi:10.1016/j.aim.2007.08.003

### Livros
- Lectures on the {\displaystyle L}2-Sobolev theory of the {\displaystyle {\overline {\partial }}}-Neumann problem. Col: Lectures in Mathematics and Physics, volume 7. [S.l.]: European Mathematical Society. 2010